# ستانيسلاف غاليتش
ستانيسلاف غاليتش (بالصربية: Станислав Галић) (من مواليد 12 مارس 1943) هو مجرم حرب من صرب البوسنة والهرسك وقائد سابق لفيلق سراييفو-رومانيا في جيش جمهورية صرب البوسنة أثناء حرب البوسنة والهرسك. وقد أدين بجريمة الإرهاب كجريمة ضد الإنسانية والقتل باعتباره انتهاك لقوانين وأعراف الحرب لدوره في حصار سراييفو.

## الخلفية
ولد غاليتش في قرية غوليش في بلدية بانيا لوكا في البوسنة والهرسك. قبل بداية الحرب كان ضابطا في جيش يوغوسلافيا الشعبي. في 7 سبتمبر 1992 أصبح قائد فيلق سراييفو-رومانيا وهي وحدة في جيش جمهورية صرب البوسنة التي حاصرت سراييفو عاصمة البوسنة والهرسك. ظل غاليتش قائد حتى 10 أغسطس 1994 عندما حل محله دراغومير ميلوسيفيتش.

## جرائم حرب
في عام 1998 أدانت المحكمة الجنائية الدولية ليوغوسلافيا السابقة غاليتش على أساس المسؤولية الفردية بتهم القتل والأعمال اللاإنسانية غير القتل والجرائم ضد الإنسانية وإرهاب المدنيين بشكل غير قانوني والهجمات على المدنيين وانتهاكات قوانين وأعراف حرب. تم ختم لائحة الاتهام حتى تم القبض على غاليتش من قبل القوة الجوية الخاصة البريطانية في 20 ديسمبر 1999. في 5 ديسمبر 2003 انتهت محاكمته بإدانته وحكم عليه بالسجن لمدة 20 عام بتهمة القصف والقنص في سراييفو. استأنف غاليتش الحكم. وفي 30 نوفمبر 2006 رُفض استئنافه وقامت محكمة الاستئناف بتمديد العقوبة من 20 عام إلى السجن المؤبد. تم نقله إلى ألمانيا لقضاء عقوبته.